# Nikola Jevtić
Nikola Jevtić (Beograd, 18. decembar 1948) srpski je pozorišni reditelj i redovni profesor režije na Fakultetu dramskih umetnosti u Beogradu gde  je 1980. godine prvi put izabran u zvanje asistenta na Katedri za pozorišnu režiju. Tokom  dugogodišnjeg rada nastojao je da se prevaziđu stari oblici programa i rada sa studentima, insistirajući da nastava prati žive tokove savremenog teatra i društvenog konteksta.

## Biografija
Nikola Jevtić je diplomirao 1973. godine na Fakultetu dramskih umetnosti u Beogradu u klasi profesora Miroslava Belovića, predstavom "Dama s kamelijama" u pozorištu Atelje 212. Predstava je snimljena za TV Beograd. Mnoge od njegovih predstava bile su zabranjene, a jedna od značajnijih je predstava "Karamazovi" u Narodnom pozorištu u Beogradu, po tekstu Dušana Jovanovića, koju je Gradski komitet zabranio 1980. godine.
Režirao je u pozorištima širom Srbije, bivše Jugoslavije i Beograda. Reditelj  Nikola Jevtić sarađivao je sa najznačajnijim srpskim glumcima poput Zorana Radmilovića, Miloša Žutića, Petra  Božovića, Olivere Marković, Nede Spasojević, Gordane Kosanović, Predraga Ejdusa, Danila Lazovića, Ružice Sokić, Predraga Lakovića, Petra Kralja, Mirjane Joković, Anite Mančić, Dragana Nikolića, Petra Banićevića i mnogih drugih.
Nikola Jevtić jedan je od osnivača pozorišta "Pod razno". Režirao je preko 250 igranih programa na radiu. Dobio je tri godišnje nagrade za programska dostignuća i dve nagrade na Festivalu Jugoslovenske RT u Ohridu. Od 1972. do  1974. režirao je TV seriju "Operacija 30 slova". 
1981. režirao je igrani tv film "Frede, laku noć" po tekstu Dragoslava Mihailovića. Za kino klub "Beograd" režirao je dva kratka filma "Rastanak" i "Matine". Na brojnim festivalima bivše Jugoslavije ova dva filma osvojila su 7 nagrada.

### Značajnije predstave
- Ujka Vanja, Atelje 212, 1992;
- Divlja Patka, Narodno pozorište u Beogradu, 1991;
- Kontrabas, Večernja scena Malog pozorišta "Duško Radović";
- Prljave ruke, SKC, 1987;
- Momo, M. Ende, Pozorište "Boško Buha";
- Trio, SKC, 1987;
- Veliko i malo, Boto Štraus, Srpsko narodno pozoriste u Novom Sadu, 1985;
- S.O.S, Pozorište "Pod razno" SKC, 1980;
- Santa Maria della salute, Atelje 212, 1980;
- Slučajevi, Pozorište Susret;
- Dogodine u isto vreme, Jugoslovensko dramsko pozorište, 1978;
- Dama s kamelijama, Atelje 212, 1973;

## Spoljašnje veze
- "Karamazovi"-odlaganje premijere
- [https://web.archive.org/web/20131225224306/http://www.blic.rs/Intervju/196707/Kako-sam-u-Nisu--docekao-slavnu-Liz-Tejlo/print Kokan Mladenović
- Nikola Pejaković/zines/republika/arhiva/2002/281/281_22.html Intervju sa rediteljem Nikolom Jevtićem]